# Паку Алам VIII
Паку Алам VIII (яв. Paku Alam VIII; 10 апреля 1910, Джокьякарта, Нидерланды — 11 сентября 1998, Джокьякарта)— правитель государства Пакуаламан (1937—1998), сын Паку Алама VII.
Вступил на трон 12 апреля 1937 года. Активно участвовал в борьбе за независимость Индонезии, после окончания войны за независимость стал вице-губернатором особого округа Джокьякарта. В 1988 году, после смерти губернатора Хаменгкубувоно IX, занял пост губернатора, который сохранял за собой до своей смерти.

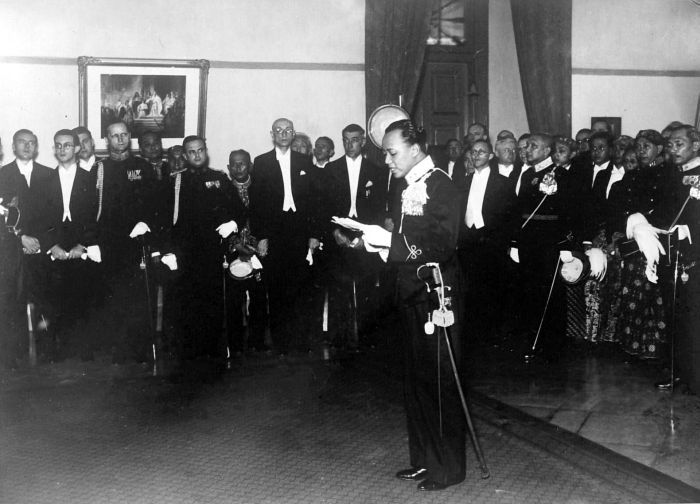
Коронация Паку Алама VIII